# Szeberényi Lajos Zsigmond
Szeberényi Lajos Zsigmond (Békéscsaba, 1859. november 4. – Békéscsaba, 1941. szeptember 23.) evangélikus lelkész, felsőházi tag, egyházi író.

## Élete
Szeberényi Gusztáv evangélikus püspök és Dihányi Maximiliána fia. Az algimnáziumot szülővárosában, a felsőt Selmecen, Nagyszebenben és Szarvason, a teológiát Pozsonyban és Berlinben (egy évig) végezte. 1882-ben apja mellett segédlelkész volt. 1883-ban a tótaradáci, 1890-ben a békéscsabai evangélikus egyház választotta meg lelkészének. 1906. november 21-én ünnepelte papi működésének negyedszázados évfordulóját, mint pestmegyei ágostai evangélikus főesperes és egyházkerületi főjegyző, Fóton. 1911-ben a bécsi protestáns teológiai fakultás díszdoktorrá avatta. 1918-ban az arad–békési egyházmegye választotta meg esperesének. 1941-ben vonult nyugalomba.
Több művet lefordított magyarra dán nyelvről. Elsősorban a parasztság problémáival és agrárpolitikai kérdésekkel foglalkozott.
Cikkeket írt a pozsonyi Evangélikus Egyház és Iskola című lapba (1885–1887).

## Munkái
- Nazarenismus. Budapest, 1888 (A nazarenusok története és hitelvei)
- Luther Márton élete. Budapest, 1889 (A Luther-társaság pályadíját nyerte)
- Utazásom a külföldön. Békés-Csaba, 1899 (Németországban és Dániában szerzett tapasztalatai. Ism. Prot. Szemle)
- A földmívelő munkások földszerzését előmozdító törvény Dániában. Uo. 1905 (Ism. Vasárnapi Ujság 33. sz.)
- Gondolatok és elmélkedések a Csipkay-féle javaslat felett. Uo. 1906
- Modern boszorkánypörök. Válasz Veres József adataira. Uo. 1907
- A parasztok helyzete Magyarországon. 1907 (Ism. Vasárnapi Ujság 21. sz., Budapesti Szemle CXXXIII.)
- A keresztény egyház történetének vezérfonala írta dr. Kielsen Frigyes, dán eredetiből ford. Budapest, 1907 (Ism. Vas. Ujs. 46. sz.)
- A nép bálványa. Tanulmány a tömegmozgalom, népvezetés és parasztváros életéből. Társadalmi korkép; Békéscsabai Evangélikus Egyházközség, Békéscsaba, 2022 (Evangélikus kéziratok)

Szerkesztette és kiadta az Evangelikus Egyházi Szemlét 1895-től Békéscsabán.